# پرسیدسکویه
پرسیدسکویه (به لاتین: Persidskoye) یک منطقهٔ مسکونی در روسیه است که در شهرستان کیزلیارسکی واقع شده‌است.